# NGC 3764
NGC 3764 este o galaxie spirală situată în constelația Leul. A fost descoperită în 20 aprilie 1862 de către Heinrich Louis d'Arrest. Se află la o distanță de 51,5 de megaparseci de Pământ.